# Camponaraya
Camponaraya è un comune spagnolo di 3 333 abitanti situato nella comunità autonoma di Castiglia e León.